# Scott Quessenberry
Scott Walker Quessenberry (Carlsbad, California, 23 de marzo de 1995) más conocido como Scott Quessenberry, es un jugador profesional estadounidense de fútbol americano que se desempeña en la posición de center en Houston Texans, equipo de la National Football League (NFL).

## Carrera
Fue seleccionado en la quinta ronda en la Reunión Anual de Selección de Jugadores de la NFL de 2018. Hizo su debut profesional con el equipo Los Angeles Chargers, en el cual jugó cuatro temporadas (2018-2022), luego pasó a Houston Texans, donde lleva jugando una temporada.